# 平正家
平 正家（たいら の まさいえ）は、平安時代後期の武将。

## 経歴
平正済の子。従五位下・信濃守（駿河守とも）と見える。『後拾遺和歌集』に1首入集。

## 系譜
- 父：平正済
- 母：藤原信繁娘
- 妻：不詳
  - 男子：平資盛